# Otto Thulin
Otto Bernhard Thulin, född 28 november 1886 i Simris, Kristianstads län (idag en del av Skåne län), död 30 april 1959 i Göteborg, var en svensk fotograf och museiman.

## Biografi
Otto Thulin avlade mogenhetsexamen 1905. Han studerade sedan vid Lunds universitet där han tog en fil. kand. examen 1914. Han var verksam som amanuens på Kulturhistoriska museet (idag Kulturen) i Lund från 1907 och på Göteborgs Historiska museum (idag en del av Göteborgs stadsmuseum) 1917–1948. Han företog studieresor till Danmark, England, Nord- och Sydamerika samt Västindien.

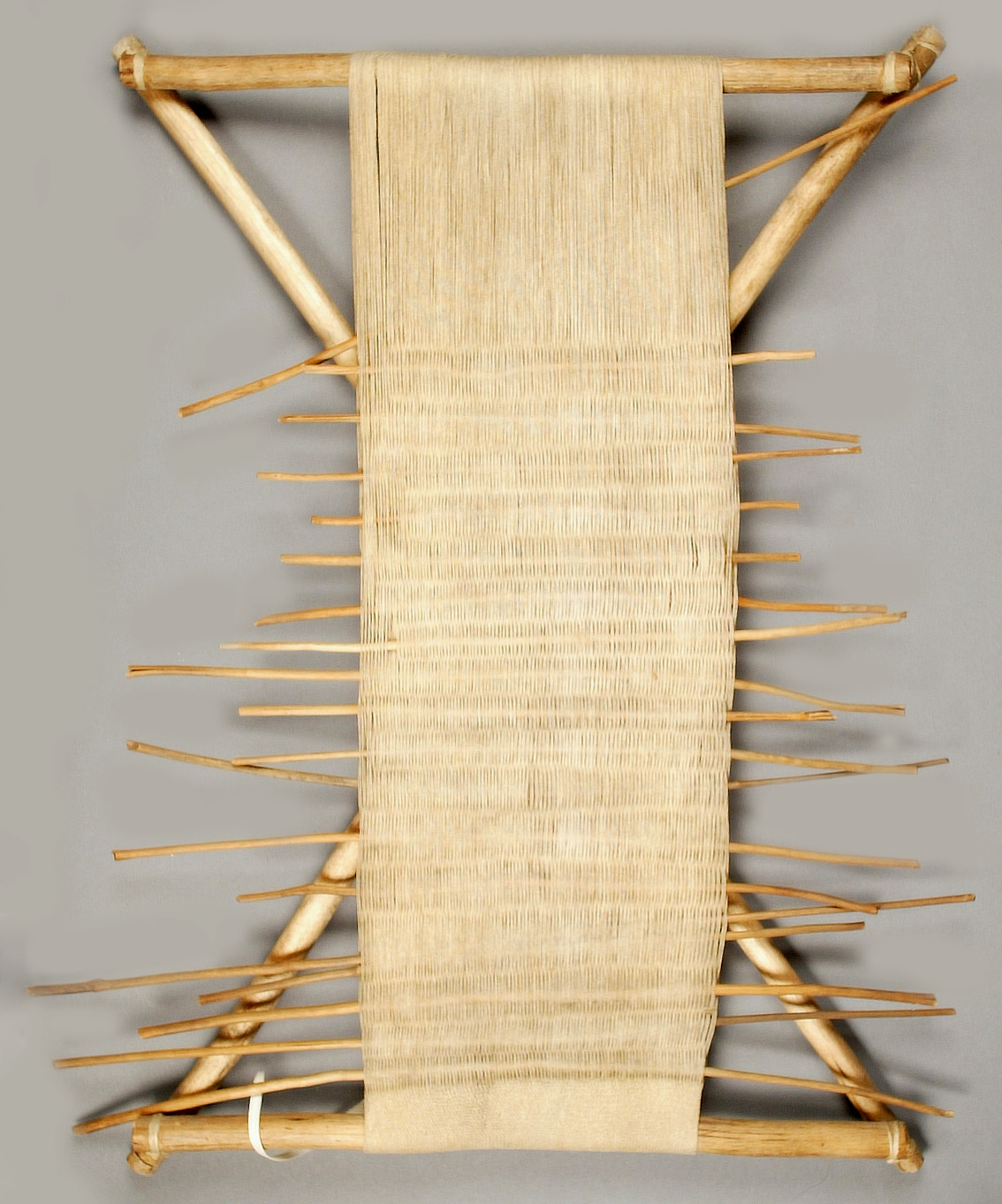
Barnbära "ueinek" under arbete i flätbåge, insamlad av Otto Thulin i Brittiska Guyana 1912.

Han begav sig 1912 ut på en expedition till Brittiska Guyana och Roraima-området i gränstrakten mellan Brasilien och Venezuela tillsammans med officeren Olof Liljewalch (1888–1923). På Världskulturmuseet i Göteborg finns drygt 1,100 föremål och bilder från denna expedition. Drygt hälften av bilderna är tagna av Thulin. Även på Etnografiska museet i Stockholm finns ett 50-tal föremål från expeditionen, ett 40-tal inbytta 1916 från Göteborgs museums etnografiska avdelning (nuvarande Världskulturmuseet), övriga förvärvade från redaktör Gunnar von Heideken (1874–1944) efter Liljewalch död.

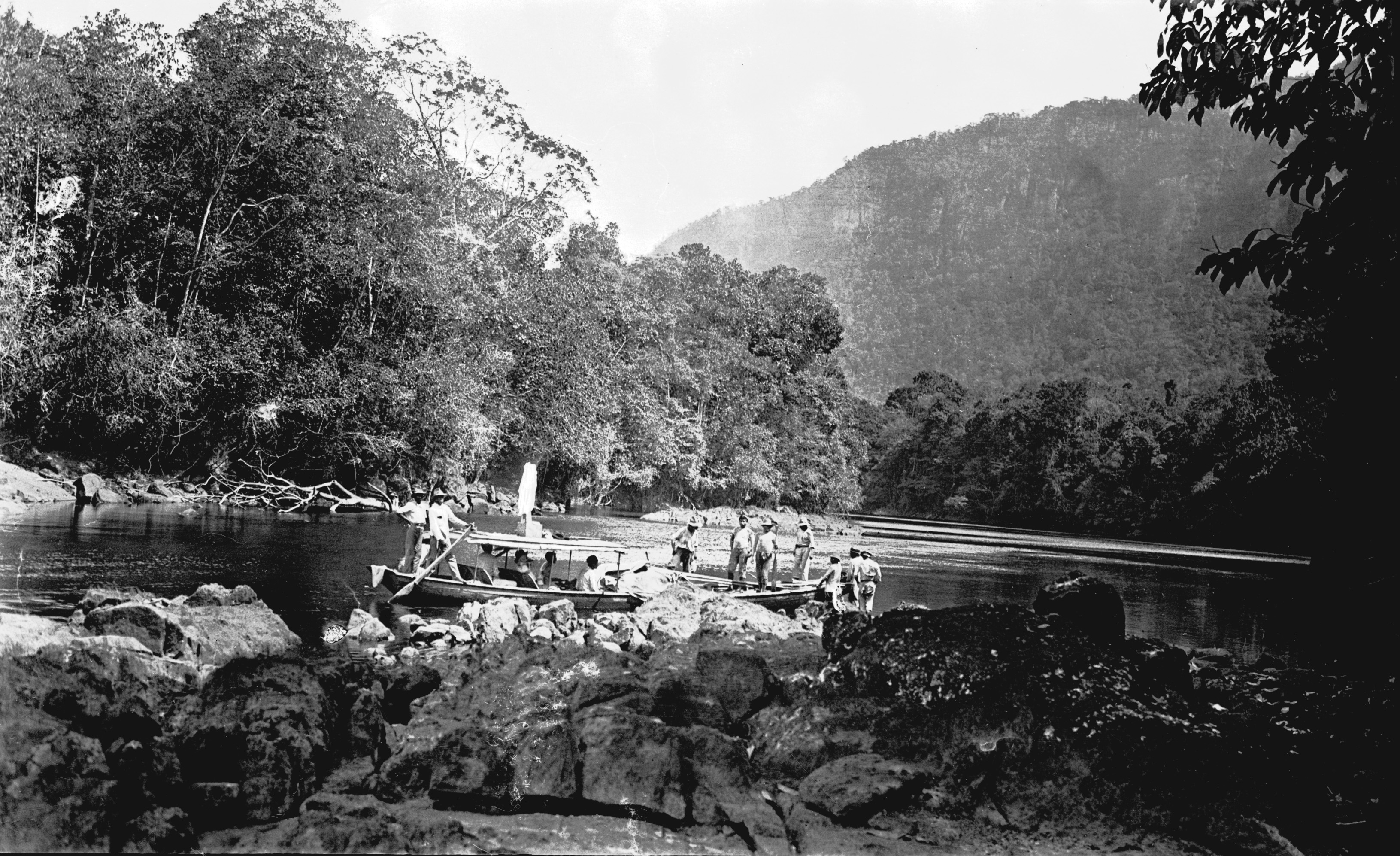
Expeditionens båt halas över en fors strax nedanför Waratuk Cataract, Brittiska Guyana. Foto: Olof Liljewalch, 1912.
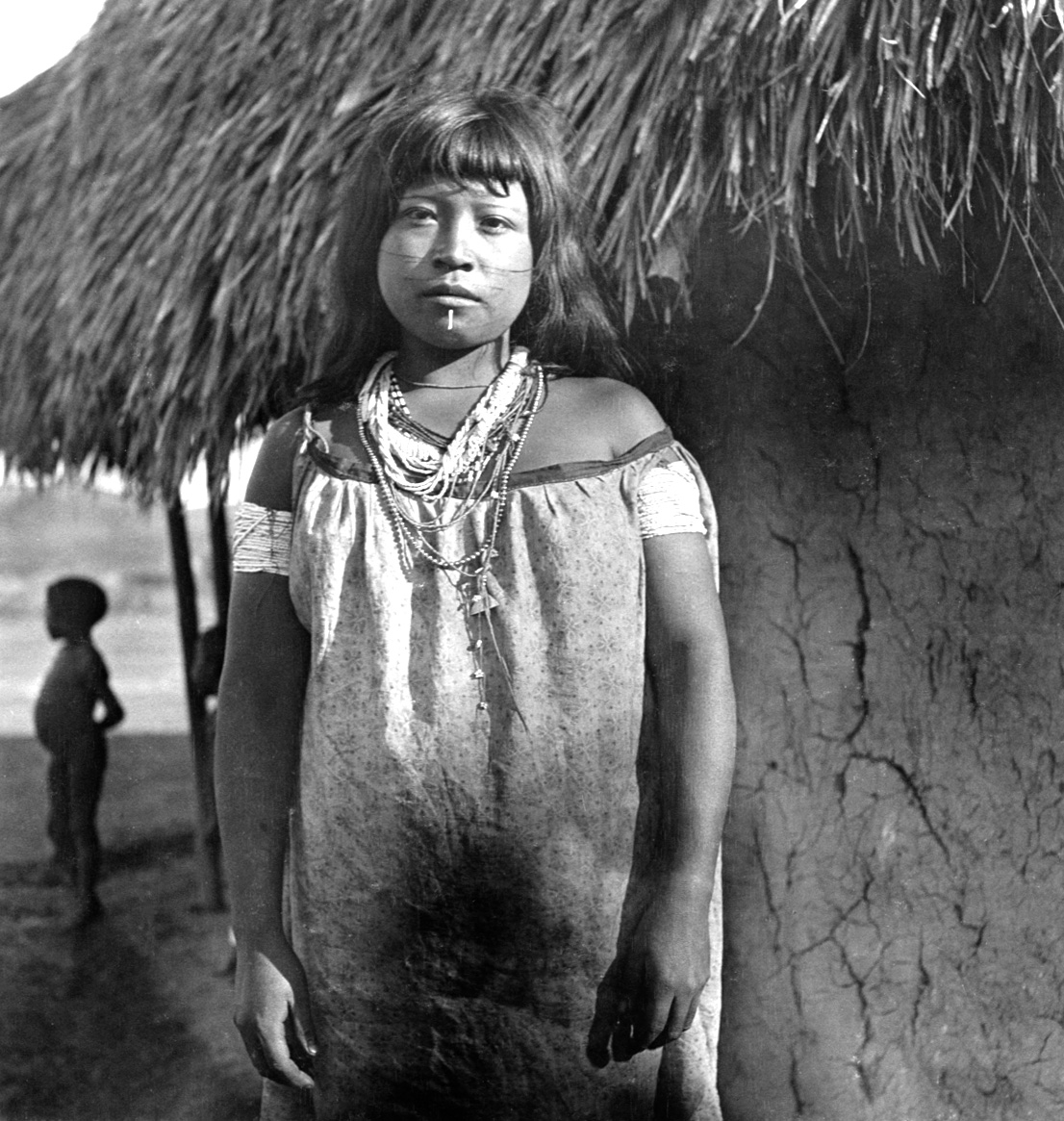
Aruicha, dotter till arekuna-hövdingen och medicinmannen Seremada (Jeremiah), Kamaiwajeuang, Brasilien. Foto: Otto Thulin, 1912.

Otto Thulin ligger begravd på Östra kyrkogården i Göteborg.

## Familj
Otto Thulin var son till pastor Andreas Thulin (1824–1890) och Ingrid Rasmusson (1851–1925). Han hade en yngre bror - Anders Johan (f. 1880).